# Ohlokracija
Ohlokracija  (grč.: οχλοκρατια; lat.: ochlocratia) je naziv koji se koristi za vladavinu rulje ili mase ljudi, neoplemenjena demokracija, odnosno njenu sposobnost da utječe na ustavne vlasti. Označava i zastrašivanje legitimnih vlasti. Kao pogrdni izraz za majoritarianizam, srodan je latinskom izrazu mobile vulgus (hirovita, nepostojana gomila).

## Poveznice
- Kleptokracija
- Oligarhija
- Populizam